# Manifest des Herzogs von Braunschweig

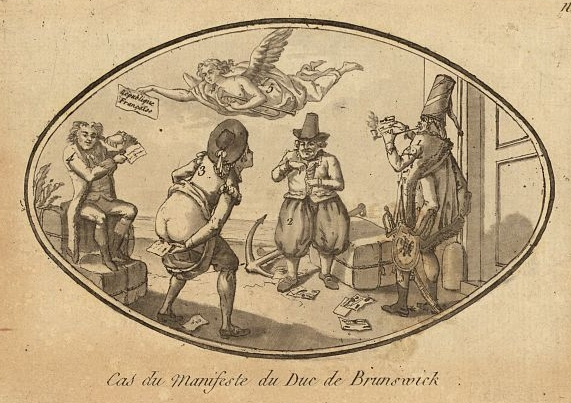
Der Fall des Manifests des Herzogs von Braunschweig. Französische Karikatur aus dem Jahr 1792

Das Manifest des Herzogs von Braunschweig (französisch: Manifeste de Brunswick, auch Koblenzer Manifest) ist ein Aufruf an das französische Volk, der während des ersten Koalitionskriegs vom Oberbefehlshaber der preußischen Truppen, dem Feldmarschall und Herzog zu Braunschweig und Lüneburg, Karl Wilhelm Ferdinand von Braunschweig-Wolfenbüttel, am 25. Juli 1792 an die Pariser Bevölkerung gerichtet wurde. Es sollte mit einer Mischung aus Zugeständnissen und Drohungen die Franzosen bewegen, sich wieder ihrem König zu unterwerfen. Insbesondere kündigte es im Falle von Gewalt gegen die Königsfamilie und den königlichen Tuilerienpalast blutige Vergeltung samt der Zerstörung von Paris an. Das Manifest erreichte jedoch das Gegenteil des Gewünschten, radikalisierte die Franzosen und löste den Tuileriensturm am 10. August 1792 aus.

## Vorgeschichte
Am 20. April 1792 legte König Ludwig XVI. der Nationalversammlung die Kriegserklärung an den „König von Böhmen und Ungarn“, den Kaiser Franz II., vor. Der in den Tuilerien eingeschlossene König betrieb dabei ein Doppelspiel, denn gleichzeitig sandte er heimlich den Journalisten Jacques Mallet-du-Pan nach Frankfurt und ließ dem Kaiser und den deutschen Fürsten mitteilen, dass er den Konflikt zum Anlass nehmen wolle, um seine Macht wiederherzustellen. Aufgrund von Meutereien gegen die adeligen Befehlshaber begann der Krieg schlecht für Frankreich.
Durch den Grafen Caraman wurde der König sorgfältig über die seit dem 12. Mai auf Paris vorrückenden preußischen Truppen informiert. Obwohl die Details dieser Konspiration unbekannt blieben, ging das Gerücht um, die Herrscher verrieten die Nation. Am 20. Juni 1792 stürmte eine aufgebrachte Menschenmasse erstmals die Tuilerien und zog erst nach langer Diskussion mit dem König wieder ab. Königin Marie Antoinette hielt sich durch einen geheimen Briefverkehr mit ihrem Vertrauten Hans Axel von Fersen auf dem Laufenden. Der Baron schrieb ihr am 10. Juli, es gebe „kein anderes Heilmittel für soviel Schrecken als eine sehr harte und sehr drohende Erklärung der ausländischen Mächte, in welcher Paris oder irgend eine andere Stadt des Königreiches für die Sicherheit der königlichen Familie verantwortlich gemacht würde.“ Am 26. Juli versicherte er ihr, dass er verlangt habe, das Manifest möglichst scharf und drohend zu formulieren. Am 28. Juli erhielt er die endgültige Fassung des Schriftstücks.

## Urheberschaft
Der Entwurf stammte von dem französischen Grafen Jérôme-Joseph Geoffroy de Limon, der vor der Französischen Revolution nach Koblenz geflohen war und insgeheim in Kontakt mit der Königsfamilie stand. Obwohl der Herzog den Text als zu scharf empfand, ließ er dennoch zu, dass er in seinem Namen verbreitet wurde.

## Das Manifest auf dem Fürstentag in Mainz
Am 14. Juli 1792 fand in Frankfurt am Main die Kaiserkrönung von Franz Joseph Karl von Habsburg, Erzherzog von Österreich als Franz II. statt. Der neu gekrönte Kaiser des Heiligen Römischen Reichs deutscher Nation reiste kurz nach seiner Krönung nach Mainz weiter. Dort wurde im Lustschloss Favorite vom 19. bis 21. Juli 1792 ein prunkvoller Fürstentag abgehalten, zu dem neben den politischen Hauptakteuren Franz II. und König Friedrich Wilhelm II. von Preußen zahlreiche weitere deutsche Fürsten und Diplomaten gehörten. Gastgeber war der Kurfürst von Mainz, Friedrich Karl Joseph von Erthal. Der im Gefolge des preußischen Königs anwesende Herzog Karl Wilhelm Ferdinand von Braunschweig stellte den Herrschern dort das in der kurfürstlichen Buchdruckerei in Mainz gedruckte Manifest vor, das dann gemeinsam beschlossen wurde.

## Bekanntwerden
Inzwischen hatte die Nationalversammlung am 11. Juli 1792 „das Vaterland in Gefahr“ erklärt. Am 24. Juli schrieb Marie Antoinette an Fersen, der König und sie erwarteten das angekündigte Manifest „notwendigerweise mit allergrößter Ungeduld, es wird viele Menschen um den König sammeln und ihn in Sicherheit bringen.“
Am 25. Juli 1792 wurde das Manifest veröffentlicht und am 3. August auch in Paris durch den Abdruck in der Gazette nationale bekanntgemacht. Allgemeine Empörung war die Folge, und der König musste eine Erklärung abgeben, in der er versicherte, dass er alles dafür tun werde, dass Frankreich im Krieg den Sieg davontrage. Seine Worte blieben jedoch wirkungslos, stattdessen kam von allen Seiten die Forderung nach Absetzung des Königs.

## Wirkung
Das Manifest wurde von der aufgebrachten französischen Bevölkerung als Beweis genommen, dass der König mit den Alliierten kollaboriere, und erreichte somit das genaue Gegenteil der beabsichtigten Wirkung. Am 10. August 1792 stürmten Pariser Sansculottes und andere Aufständische aus den französischen Provinzen im Namen der Commune de Paris erneut das Palais des Tuileries. Das Gefecht mit den als Wache eingesetzten Schweizergarden forderte an die 1000 Tote. Die Aufständischen siegten und brachten die königliche Familie als Gefangene in den Temple, eine ehemalige Festung des Templerordens, wo sie streng bewacht wurde.